# بودا، لوبایه
بُودا دومین شهر بزرگ استان لوبایه در جنوب غربی کشور آفریقای مرکزی می‌باشد.
جمعیت آن بیش از بیست هزار نفر است.